# Star Star
Star Star is een single van The Rolling Stones. Het is afkomstig van hun album Goats Head Soup. De originele titel van het nummer is Starfucker, maar dat was hun Amerikaanse platenlabel Atlantic Records (toen) te grof. De titel werd toen Star Star, maar de heren zingen in het refrein wel "Starfucker", en dat dan een aantal keren achter elkaar. Het nummer bevat een behoorlijk aantal expliciete teksten over seks. De bedoelde dame in kwestie kon goed overweg met fruit ("your tricks with fruit were kinda cute") en had vaak coitus ("you keep your pussy clean"). Kennelijk was de dame zo gewild dat ook eindelijk John Wayne voor haar zou vallen. Al dit gezongen hebbende bleef Jagger haar missen.

## Hitnotering
Er waren weinig hitnoteringen voor dit plaatje weggelegd. In het Verenigd Koninkrijk en de Verenigde Staten had men niet zo bekrompen over de titel hoeven doen, het plaatje haalde de hitlijsten niet; het werd daar overigens pas later in 1974 uitgegeven). Op het vasteland van Europa had men er minder moeite mee, gezien noteringen in Duitsland, Zwitserland, Frankrijk, Nederland en België. Een echt grote hit werd het nergens.

### Nederlandse Top 40
| Hitnotering: week 4 t/m 8 in 1974 | Hitnotering: week 4 t/m 8 in 1974 | Hitnotering: week 4 t/m 8 in 1974 | Hitnotering: week 4 t/m 8 in 1974 | Hitnotering: week 4 t/m 8 in 1974 | Hitnotering: week 4 t/m 8 in 1974 | Hitnotering: week 4 t/m 8 in 1974 |
| Week:                             | 1                                 | 2                                 | 3                                 | 4                                 | 5                                 |                                   |
| --------------------------------- | --------------------------------- | --------------------------------- | --------------------------------- | --------------------------------- | --------------------------------- | --------------------------------- |
| Positie:                          | 31                                | 22                                | 21                                | 24                                | 36                                | uit                               |

### NederlandseDaverende 30
| Hitnotering: 26-1-1974 t/m 22-2-1974 | Hitnotering: 26-1-1974 t/m 22-2-1974 | Hitnotering: 26-1-1974 t/m 22-2-1974 | Hitnotering: 26-1-1974 t/m 22-2-1974 | Hitnotering: 26-1-1974 t/m 22-2-1974 | Hitnotering: 26-1-1974 t/m 22-2-1974 |
| Week:                                | 1                                    | 2                                    | 3                                    | 4                                    |                                      |
| ------------------------------------ | ------------------------------------ | ------------------------------------ | ------------------------------------ | ------------------------------------ | ------------------------------------ |
| Positie:                             | 28                                   | 20                                   | 16                                   | 22                                   | uit                                  |

### BelgischeBRT Top 30
| Hitnotering: week 23-2-1974 | Hitnotering: week 23-2-1974 | Hitnotering: week 23-2-1974 |
| Week:                       | 1                           |                             |
| --------------------------- | --------------------------- | --------------------------- |
| Positie:                    | 24                          | uit                         |

### NPO Radio 2 Top 2000
Star Star stond alleen in 2000 in de NPO Radio 2 Top 2000, op plek 1634.